# رمز مجهول (فیلم ۲۰۰۹)
رمز مجهول یا رمز (به انگلیسی: The Code) با عنوان سابق خودمانی مثل دزدان (به انگلیسی: Thick as Thieves) که با عنوان‌های «قلدرها» و «کد» هم شناخته می‌شود، یک فیلم سینمایی آمریکایی در ژانر هیجان انگیز، اکشن و فیلم سرقت محصول سال ۲۰۰۹ به کارگردانی میمی لدر، با بازیگری مورگان فریمن، آنتونیو باندراس تام هاردی و رادا میشل همراه است. این فیلم در ۱۷ آوریل ۲۰۰۹ در ایالات متحده و در ۱۸ اکتبر ۲۰۱۰ در آلمان به صورت فیلم ویدئویی منتشر شد.

## داستان
یک سارق حرفه‌ای (فریمن) جهت پرداخت بدهی‌اش به یک خلافکار روسی، از یک دزد تازه‌کار (باندارس) برای سرقتی بزرگ کمک می‌گیرد… 